# Дейнека, Владимир Григорьевич
Дейнека Владимир Григорьевич (8 мая 1940 года, город Феодосия, Крымская АССР, РСФСР) — советский и российский военачальник, генерал-полковник (14 декабря 1994).

## Биография
В годы Великой Отечественной войны пережил немецкую оккупацию в Феодосии. Окончил среднюю школу, работал на заводе токарем. В Вооружённых Силах СССР с 1959 года. Направлен на учёбу в Кировоградское высшее военное авиационное училище лётчиков, после его расформирования переведён и в 1963 году окончил Оренбургское высшее военное авиационное училище лётчиков. С 1963 по 1970 годы служил в 33-м Центре боевого применения и переучивания лётного состава авиации ВМФ: помощник командира корабля — правый лётчик, командир корабля — инструктор, командиром отряда 540-го морского ракетоносного авиационного полка (исследовательско-инструкторского), входившего в состав этого Центра (Николаев). Начал лётную службу на ракетоносце Ту-16.
В 1966 году окончил курсы офицерского состава при Центре авиации Военно-Морского Флота. В 1973 годы окончил Военно-Морскую академию с отличием. В 1973 году назначен командиром авиационной эскадрильи того же полка.
С сентября 1974 года — командир 555-го противолодочного смешанного авиационного полка (исследовательско-инструкторского) (Очаков, Николаевской области, УССР), входящего в состав 33-м Центра боевого применения и переучивания лётного состава авиации ВМФ, который специализировался на освоении новых противолодочных авиационных комплексов и переучивании личного состава авиации ВМФ на новые типы самолётов и вертолётов.
С сентября 1976 года — командир 76-го отдельного противолодочного авиационного полка дальнего действия ВВС Северного флота (авиабаза Кипелово). Экипажи полка выполняли задачи боевой службы в удаленных районах океана — в северо-восточной Атлантике, в Филиппинском море в условиях жёсткого противодействия ВВС США, Норвегии и Великобритании в годы Холодной войны. В мае 1979 года экипаж В. Г. Дейнеки выполнял полеты на Северный полюс в интересах обеспечения первой в истории Высокоширотной полярной лыжной экспедиции Д. И. Шпаро.
С сентября 1979 года — командир 5-й морской ракетоносной авиационной дивизии ВВС Северного флота. Особо отличился на крупных военно-морских учениях в июне 1984 года, когда подготовил и лично возглавил массовый пролёт советских дальних ракетоносцев вдоль границ государств НАТО в Атлантике. С 1984 года — начальник штаба ВВС Северного флота. С августа 1986 по март 1994 года — командующий ВВС — заместитель командующего Северным флотом по авиации.
Генерал-майор авиации (1982), генерал-лейтенант авиации (1988).
В 1990 году окончил экстерном Военную академию Генерального штаба Вооружённых Сил СССР имени К. Е. Ворошилова. С марта 1994 по август 2000 года — командующий авиацией ВМФ (с 1998 года должность именовалась — командующий морской авиацией ВМФ), член Военного Совета ВМФ. Большое внимание уделял развитию палубной авиации. За время летной работы освоил самолёты Як-18, Ил-28, Ту-16, Ту-142, вертолёт Ка-25. Общий налёт — более 3 тысяч часов.
Уволен в отставку в 2000 году по возрасту. Продолжает активную деятельность в оборонной области. Главный советник Генерального директора ОАО «Комсомольское-на-Амуре авиационное производственное объединение» по вопросам взаимодействия с ВМФ и в области международного военно-технического сотрудничества с дружественными странами, директор программы КнААПО «Авиация корабельного базирования». Советник Главнокомандующего ВМФ Российской Федерации по авиации. Советник Генерального конструктора «ОКБ Сухого».
В советское время являлся членом КПСС, избирался делегатом на XIX конференцию КПСС (1988).
Кандидат военных наук. Профессор Академии военных наук Российской Федерации. Почётный профессор Российской академии естественных наук по отделению военной истории, культуры и права. Почётный член Аэрокосмической академии Украины.

## Награды и почётные звания
- орден «За военные заслуги»,
- ордена «За службу Родине в Вооружённых Силах СССР» 2-й и 3-й степеней
- медали
- Лауреат Государственной премии Российской Федерации в области науки и техники (1999).
- Заслуженный военный лётчик Российской Федерации (20.12.1999)[3]
- Заслуженный специалист Вооруженных Сил СССР (16.08.1990)[4]
- Почетный гражданин города Очаков (Украина).